# Oberea affinis
Oberea affinis är en skalbaggsart som beskrevs av Harris 1841. Oberea affinis ingår i släktet Oberea och familjen långhorningar. Inga underarter finns listade i Catalogue of Life.